# Gustavo Benítez
Adolfo Gustavo Benítez Bento (Paraguarí, 5 febbraio 1953) è un ex calciatore e allenatore di calcio paraguaiano, di ruolo centrocampista.

## Carriera

### Club
Ha giocato nella massima serie dei campionati paraguaiano, spagnolo e colombiano.

### Nazionale
Dal 1975 al 1987 ha disputato 43 partite in nazionale.

## Palmarès

### Club

#### Competizioni nazionali
- Campionato paraguaiano: 8

Olimpia: 1975, 1980, 1981, 1982, 1983, 1985, 1988, 1989

### Allenatore

#### Competizioni nazionali
- Campionato cileno: 3

Colo-Colo: 1996, 1997 (Clausura), 1998
- Copa Chile: 1

Colo-Colo: 1996